# 波斯女预言家 (米开朗基罗)
波斯女预言家（Sibilla Persica）是意大利文艺复兴大师米开朗基罗在梵蒂冈宗座宫内西斯汀小堂绘制的五位西比拉之一，位于西斯汀小堂天花板第七跨，绘制于1511年秋至1512年10月，尺寸400 x 380 cm，由儒略二世订制。
画中的波斯女预言家是一位上了年纪的妇女，弯着腰，正努力解读预言书。她的脸和胸部在阴影中，有力的手臂，右臂和双腿则被强光照亮。她的衣服是鲜艳的水绿色和粉色，给人以明亮和优雅的感觉。从解剖学的角度来看，这位女性拥有男性般发达的肌肉，这也是米开朗基罗作品的典型特征。